# Patrik Ramsauer
Patrik «Böbi» Ramsauer (* 6. Juni 1970 in Winterthur) ist ein ehemaliger Schweizer Fussballspieler.

## Karriere
Patrick Ramsauer spielte mit Ausnahme der Saison 1995/96 beim FC Baden und fast seine ganze Karriere beim FC Winterthur in der Nationalliga B, einzig in der Saison 1998/99 spielte Winterthur in der drittklassigen 1. Liga. Am Ende seiner Karriere versuchte er noch mit dem FC Tuggen in die Nationalliga B aufzusteigen, was jedoch misslang. Danach wechselte er als Spielertrainer zum FC Phönix Seen in die Amateurligen, wo er noch bis 2010 aktiv war.